# Garabonc
Garabonc là một thị trấn thuộc hạt Zala, Hungary. Thị trấn này có diện tích 18,56 km², dân số năm 2010 là 734 người, mật độ 40 người/km².